# Arba Minch
Arba Minch (amarico አርባ ምንጭ, Arba Mənč, che significa "Quaranta sorgenti") è una città nell'Etiopia meridionale. Ci si può rivolgere alla città anche con i nomi di Gantar oppure di Minghi. È situata nella Zona dei Gamo, nella Regione delle Nazioni, Nazionalità e Popoli del Sud (S.N.N.P.R.),  a circa 500 km  a sud della capitale Addis Abeba. È la città più grande presente nella woreda di Arba Minch Zuria.
Arba Minch ricevette il suo nome delle numerose sorgenti di acqua fresca presenti nella zona le quali danno vita a una foresta sopra ad una falda acquifera. Oltre alle sorgenti esiste anche un fiume che attraversa la città; il quale viene utilizzato dalla gente locale per lavare i vestiti e l'agricoltura. Collocata alla base della parte occidentale della Great Rift Valley, la città di Arba Minch e suddivisa in Arba Minch superiore, nella quale esiste il centro amministrativo (o Municipio) di Shecha, e la parte inferiore, 4 km più a valle, nella quale ci sono negozi e centri commerciali, il centro storico e le zone residenziali di Sikela le quali sono collegate tra di loro tramite strade asfaltate. Nella parte orientale di Sikela esiste il Parco Nazionale di Nechisar, il quale copre l'istmo di terra tra il Lago Abaya e il Lago Chamo, più a sud. La parte inferiore della città viene collegata con la parte superiore tramite degli autobus e dei taxi; sia la parte inferiore che la parte superiore della città hanno delle scuole.

## Storia
La città fu gondata all'inizio degli anni 1960 dal fitauari Aemeroselassie Abebe e succedette alla città di Cencia come capitale della provincia dei Gamu-Gofa, fino alla riorganizzazione delle provincie del 1995. Ha un certo livello di importanza a livello governativo, essendo il centro amministrativo della sua Zona.
Arba Minch era dotata di strade che non erano asfaltate fino al 1966, quando il progetto del piano regokatore fu affidato ad Arturo Mezzedimi. Il 15 luglio 1967 fu costruita una linea telefonica da Arba Minch alla capitale Addis Ababa del costo di 250.000 birr Etiopi.
Una missione luterana norvegese nel 1970 aprì in questa città una parrocchia, che includeva anche una scuola, la quale fu poi trasferita al Mekane Yesus Church.
All'inizio della Guerra civile etiope quattro persone furono uccise in scontri con la polizia locale il 28 marzo 1974.
Il 6 maggio 1992 il Primo Ministro etiope Tamirat Layne inaugurò una fabbrica tessile costata 193 milioni di birr. La fabbrica produce fibre di polyestere miste a cotone grigio.
Il 9 febbraio 2008 polizia e militari fecero irruzione nella casa di Gelaye Tadele, un residente di Arba Minch, e dopo averlo picchiato, lo rinchiusero nella prigione di Kofele, dove lo picchiarono fino allo svenimento, causandogli la frattura della gamba destra. Più tardi Gelaye, fu portato alla più vicina caserma di Polizia e trasportato all'ospedale di Arba Minch. Sua madre denunciò il fatto ma le autorità locali non intrapresero nessuna azione al riguardo fino alla fine dell'anno. Il 1º dicembre 2008 la Polizia aprì il fuoco sulla folla dinnanzi a una chiesa in Arba Minch ferendo 3 persone. La Polizia si giustificò dicendo che doveva sedare una rissa scoppiata tra preti della Ortodossia Etiope.
Nel maggio del 2010 l'Autorità Etiope per le Strade ha concesso un contratto di 563 milioni di birr Etiopi all'azienda di Brehane Hagos per la costruzione di una strada lunga 60 km che collegasse la città alla cittadina di Belta.

## Società

### Evoluzione demografica
Nel giro di poco più di un decennio questa città ha raddoppiato i suoi abitanti dai 40.020 (20.096 maschi e 19.924 femmine) del 1994 ai 72.507 (36.296 maschi e 36.211 femmine) del 2005.

### Economia
Ad Arba Minch si coltiva il mango, la banana, l'arancia, la mela, il guava e l'ananas ed e famosa per i suoi allevamenti di pesce. A questo proposito un cantante locale, Abile Chedo, ha creato la canzone intitolata Nu Dere Gamo Gofa Oycha Arbaminche. La città e dotata di università e del Sinodo Sud Occidentale della Chiesa Evangelica Etiope Mekane Yesus. La città è dotata anche di un aeroporto, l'Arba Minch Airport, (ICAO code HAAM, IATA AMH).
Stando alle affermazioni trovate sul sito web della Bureau delle Finanze e dello Sviluppo Economico della SNNPR,nel 2003 i pregi della città di Arba Minch sono: 
- il servizio postale
- il servizio elettricista 24 ore su 24
- una banca
- un ospedale.[7]

## Eventi
Arba Minch ospita il Festival delle Mille Stelle della Musica e della Danza, che incentiva la pratica, la preservazione e lo sviluppo dei balli, musiche ed espressioni artistico-culturali tradizionali del luogo, oltre a varie cerimonie tradizionali appartenenti a più di cinquanta nazioni indigene, nazionalità e persone della SNNPR.
Il Festival è organizzato dalla Gughe Indigenous Art and Music Association (GIAMA), una società locale dedicata al supporto artistico-culturale e alla promozione e protezione di esso. Il festival è patrocinato da The Christensen Fund di Palo Alto, California.